# Landschaftsschutzgebiet Offenlandmulde Grafschaft - Almert

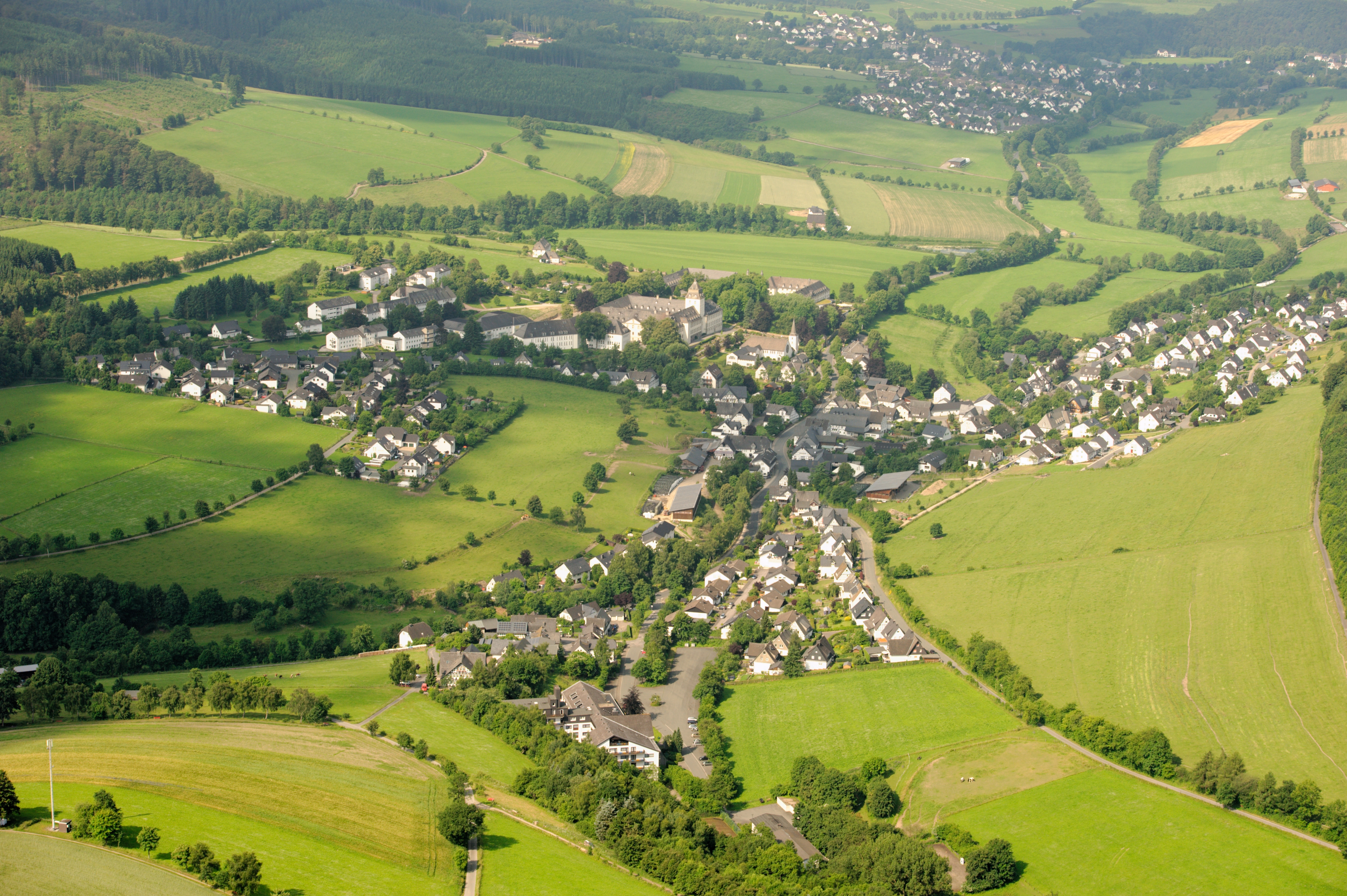
Um Grafschaft sind Teile vom Landschaftsschutzgebiet Offenlandmulde Grafschaft - Almert zu sehen

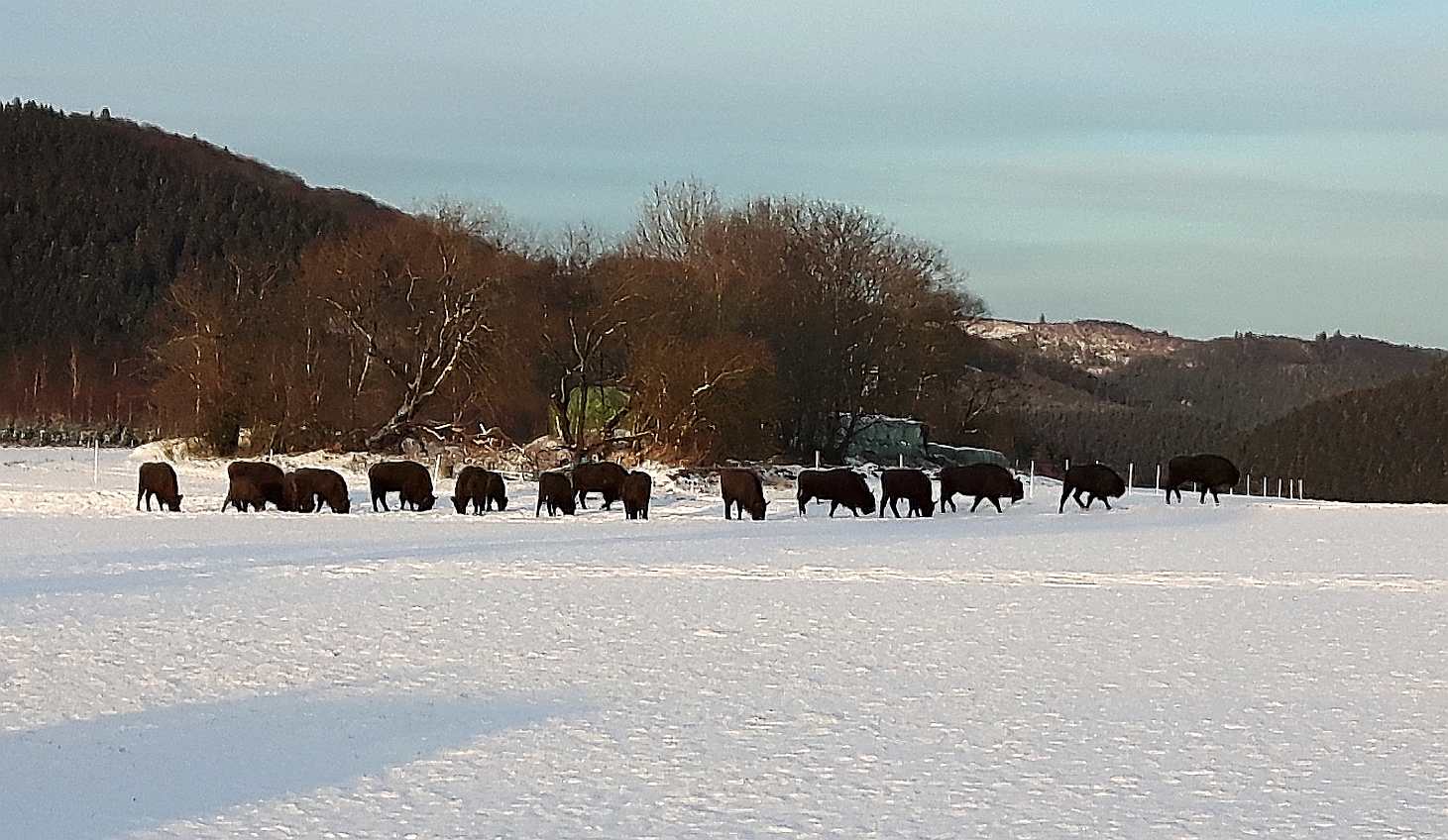
Wisente im Landschaftsschutzgebiet Offenlandmulde Grafschaft - Almert im Januar 2019

Das Landschaftsschutzgebiet Offenlandmulde Grafschaft - Almert mit 242 ha Größe liegt im Stadtgebiet von Schmallenberg. Das Gebiet wurde 2008 vom Kreistag des Hochsauerlandkreises mit dem Landschaftsplan Schmallenberg Südost als Landschaftsschutzgebiet (LSG) ausgewiesen.

## Beschreibung
Das LSG ist eines von 71 Landschaftsschutzgebieten vom Typ B, Ortsrandlage, Landschaftscharakter im Stadtgebiet von Schmallenberg. Im Stadtgebiet gibt es auch zwei Landschaftsschutzgebiete vom Typ A (Allgemeiner Landschaftsschutz) und 58 Landschaftsschutzgebiete vom Typ C (Wiesentäler und bedeutsames Extensivgrünland) mit anderen Auflagen.
Das LSG besteht aus sieben Teilflächen. Das LSG geht bis an die Siedlungsränder von Grafschaft und Almert. Es handelt sich um Offenlandbereiche mit Grünland, meist in Hangbereichen.

## Wisente im Landschaftsschutzgebiet

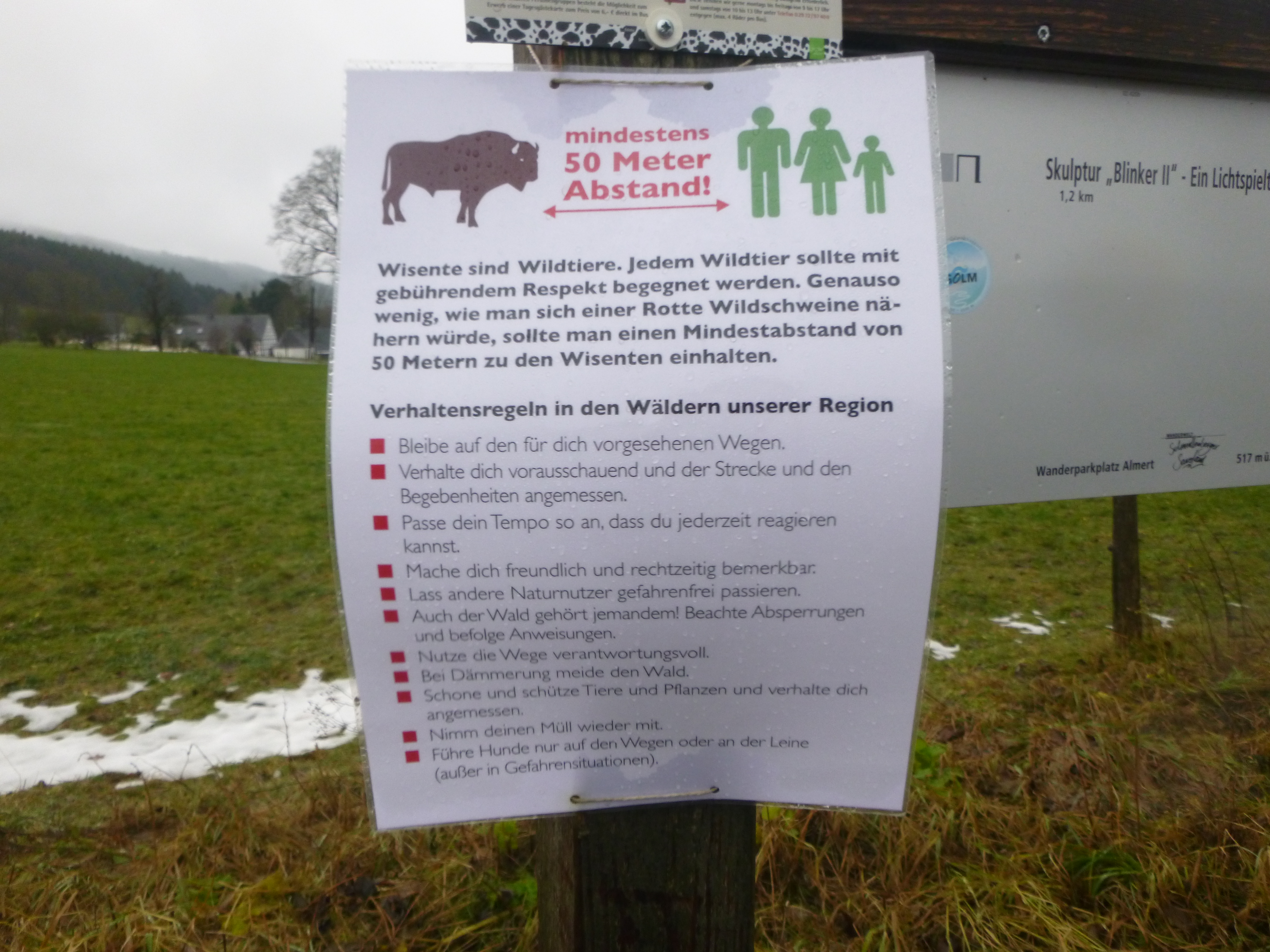
Infoblatt im Landschaftsschutzgebiet Offenlandmulde Grafschaft - Almert

Im Dezember 2017 hielt sich die Wisentherde der Wisent-Wildnis am Rothaarsteig im LSG um Almert auf und sorgte dafür, dass Almert in den Medien auftauchte. Die Wisente grasten am Ort und gingen auch an dort gelagerte Silage. Dabei kam es auch zum Kreuzen der Kreisstraße zwischen Grafschaft und Oberkirchen. Es wurde ein Tempolimit von 50 km/h festgesetzt um Kollisionen zu verhindern. Am 19. Dezember 2017 kollidierte ein Auto mit einem die Straße kreuzenden Wisent. Es entstand nur ein leichter Blechschaden. Auch der Wisent überlebte und rannte davon. Die Wisente bei Almert lockten Schaulustige an. Es entstanden zahlreiche Fotos und Videos.
Im Januar 2019 hielten sich erneut Wisente im LSG auf.

## Schutzzweck
Die Ausweisung erfolgte zur Sicherung der Vielfalt und Eigenart der Landschaft im Nahbereich der Ortslagen und der alten landwirtschaftlichen Vorranggebiete durch Offenhaltung.

## Rechtliche Vorschriften
Wie in den anderen Landschaftsschutzgebieten vom Typ B in Schmallenberg besteht im LSG ein Verbot der Erstaufforstung und Weihnachtsbaum-, Schmuckreisig- und Baumschul-Kulturen anzulegen. Wie in allen Landschaftsplangebieten vom Typ B im Stadtgebiet von Schmallenberg besteht das Gebot, das LSG durch landwirtschaftliche Nutzung oder durch Pflegemaßnahmen von einer Bewaldung freizuhalten.